# 自治医科大学
自治医科大学（じちいかだいがく、英語: Jichi Medical University）は、栃木県下野市薬師寺3311-1に本部を置く日本の私立大学。1972年創立、1972年大学設置。大学の略称は自治医大。総務省自治行政局が所管する公設民営大学である。

## 概要

### 設立の背景
1972年（昭和47年）、僻地医療と地域医療の充実を目的に設立された。全寮制で密度の高い教育を行い、近年の医師国家試験の合格率は、全国公私立の医学部・医科大学の中で2013年から2024年まで第1位である。

### 運営形態
名目上は学校法人自治医科大学が設置する私立大学となっているが、実際は旧自治省行政局（現・総務省自治行政局）が主導して設置された事実上の公設民営大学の私立大学である。元総務事務次官が理事長を務め、総務省の自治系職員が大学に出向し事務局を統括。栃木県庁からも職員が出向している。

なお同様の形態を取る大学として、厚生労働省労働基準局が支援する産業医科大学や、厚生労働省社会・援護局が支援する日本社会事業大学がある。
学部入試について、医学部ではその設置趣旨に基づき、各都道府県ごとに2名ないし3名を選抜する。また共通テストは採用せず、医学部と看護学部いずれも独自の試験を行う。

また、栃木県が発売元となって地域医療等振興自治宝くじ（地域医療等振興分。旧・へき地医療振興自治宝くじ）が売られており、その収益金は補助金の形で本学に交付されている。

### 教育制度

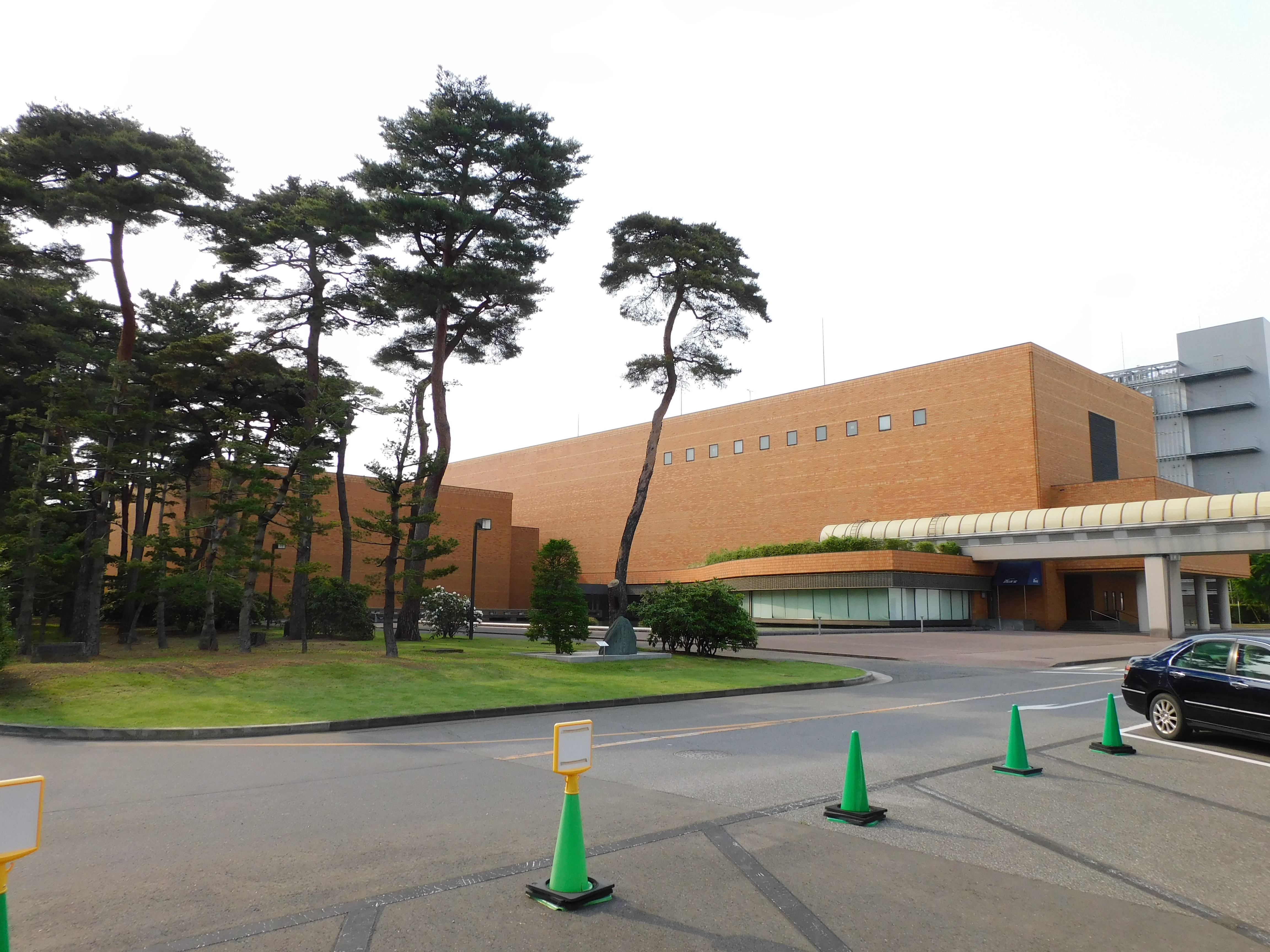
地域医療情報研修センター（附属図書館）

医学部は全寮制であり、地域医療に従事する総合医養成という観点から、臨床実習に重点を置いた教育が特徴である。臨床実習のための共用試験（CBT・OSCE）を日本の医学部で唯一3年次に行い、4年次から病棟実習を行うというスタンスを取っている。
卒業後は採用枠都道府県の定めにより、公立病院を中心に9年間地域医療に従事することが求められている。9年間には、採用枠都道府県に所在する臨床研修病院・大学病院で行う2年間の臨床研修、2年間の後期研修、4年半の僻地診療所・病院での勤務を含む。6年間の学費は2,200万円程度だが、在学中は貸与され、卒業後9年間、指定された公立病院に勤務した場合、学費返還を免除される。類似した制度を持つ省庁所管の医師養成機関として、防衛医科大学校（防衛省所管）がある。
看護学部は、前身の自治医科大学看護短期大学を改組して2002年（平成14年）に開設。医学部とは異なり、通常の入試選抜方法をとる。
なお、栃木県は国公立大学の医学部・看護学部を持たない都道府県であり、自治医科大学がその役割を担っている。このため、医学部においては、他の都道府県の合格枠が2名または3名で毎年変動するのに対して、栃木県枠は2008年（平成20年）度など一部を除き常に3名の合格を出したり、看護学部においては指定校推薦入学制度で栃木県内高校枠を確保したりして、両学部とも定員や入試制度上の地元枠配慮がなされている。但し2008年度の医学部入学試験においては、栃木県の合格者が2名となり、東京都においても2008年にはそれまでの合格枠3名が2名になるなど、受け入れ方針の転換がなされているとみられる。

### 入試制度
入学定員を各都道府県に振り分けて合格者を決定する。そのため、入試成績上位の者が必ずしも合格するとは限らない。特に、有名進学校が存在する都道府県は激戦であり、合格が難しくなる。

## 医師国家試験合格率
過去10年間（平成24年〜令和4年）の医師国家試験では、全国順位第1位を10回記録している。

### 学費免除における出身地の定義
かつては出生場所に関わらず、「受験者の出身高校の所在地」を本人の出身地と定義していた。従って、受験者本人の出身地（居住地）が出身高校と同一ならば問題がないが、寮生・下宿生・自宅が都道府県境に近いなど出身地（居住地）とは異なる都道府県の高校に進学した場合、出身高校の所在地が「出身地」として登録されるため、卒業後9年間を生まれ故郷の僻地医療に貢献したとしても、学費返済免除の要件を満たさないという問題が生じていた。
この問題を解決するため、2010年（平成22年）度入試より医学部ではこの条件が拡大され、「入学志願者の出身高校の所在地」に加え、「入学志願者の現住所の所在地」および「入学志望者の保護者の現住所の所在地」となった。

### 義務年限後の出身地定着率
1986年（昭和61年）度以降に義務年限を終えた計1,782人の卒業生について、厚生労働省の要請を受けた総務省の2005年（平成17年）7月時点の調査によると、自治医大の卒業生が出身地に留まる定着率は、都道府県によって最高90%から最低50%までと大きな格差がある（全国平均は70.9%）。地元への定着率が最も高かったのは新潟県の90%で、岩手県、沖縄県、奈良県など11県が80%を超えた。逆に、定着率が最低だったのは福島県および熊本県の50%で、東京都や佐賀県などの6都県も50%台であった。

## 沿革
徳島県出身で（旧制）高知高等学校卒の自治大臣秋田大助出席のもと、高知県で開催された「一日自治省」において「過疎地の医師不足解消のために、医科大学（6年制）よりも短期間で医師を養成することが出来ないか」との話になった。かつての（旧制）医学専門学校のようなものでは、医師の質の問題があるということで、6年制での医科大学となり、1972年（昭和47年）に創立した。
1968年（昭和43年）から始まる東京大学医学部の東大紛争（全学共闘会議）は、1969年（昭和44年）1月の東大安田講堂事件によって一応の収束をみるが、この過程で東京大学の医師が新設される当大学に流れてきた。

### 年表
- 1970年（昭和45年）7月 僻地医療の充実を目指し、自治省大臣秋田大助（在任期間：1970年1月14日 - 1971年7月5日）が「医学高等専門学校設立構想」を表明。
- 1972年（昭和47年）4月 - 自治医科大学開学、医学部設置。
- 1974年（昭和49年）4月 - 自治医科大学附属病院開院。
- 1987年（昭和62年）4月 - 自治医科大学看護短期大学開学。
- 1989年（平成元年）11月 - 自治医科大学附属大宮医療センター開設。
- 2002年（平成14年）4月 - 自治医科大学看護学部設置。
- 2006年（平成18年）9月 - とちぎ子ども医療センター開設。
- 2007年（平成19年）7月 - 自治医科大学附属大宮医療センターを自治医科大学附属さいたま医療センターに名称変更。
- 2014年（平成26年）5月 - 遺伝子治療分野の自治医大発ベンチャー企業[5]「遺伝子治療研究所」（神奈川県川崎市）発足[6]。
- 2017年（平成29年）3月 - 古河赤十字病院に、古河地域臨床教育センター開設[7]。

## 最近の報道
- 2021年5月、新型コロナウイルス感染症のクラスターが学生寮で発生し、700人以上の医学部生が2週間にわたり自室待機を余儀なくされた。この期間中、学生には大学から弁当やパン、おにぎり、カップ麺、ゼリー、お茶などが支給され、外出や買い出しは原則禁止とされた[8]。 この厳しい生活環境の中で、ある学生が「牛乳とヨーグルトがほしい」と学生課に要望したことをきっかけに、寮担当教授が全学生宛に「病気によりこのような物を摂取する必要があるのであれば、その旨改めて連絡しなさい。そうでなければ、自治医大を退学して幼稚園へ行くことを強く勧めます」と記したメールを送信した。このメール内容はSNSや報道で「ヨーグルト事件」として大きな話題となり、大学の対応や学生への指導方針について賛否が巻き起こった[9]。  大学側は「医師になる学生に自覚を持ってほしい」と説明したが、SNS上では「厳しすぎる」「パワハラではないか」といった批判も多く寄せられた。また、コロナ禍における大学の学生対応としては、全寮制の特性を踏まえた厳格な行動指針の策定や、違反した学生への退寮勧告（25人が退寮）なども実施されていた[10]。  この一連の出来事は、コロナ禍における医療系大学の学生管理や教育の在り方について、社会的な議論を呼ぶ契機となった。
- 2025年3月、卒業生である医師が、在学中に貸与された修学資金返還債務に関する契約が憲法や法令に違反するとして、大学および出身自治体（愛知県）を相手取り訴訟を提起した。この訴訟は、卒業生が義務年限内に指定勤務先を退職したことによって、約2,660万円の修学資金と損害金約1,100万円の一括返還を求められたことを発端としている。原告は、居住・職業選択の自由（憲法22条）や労働基準法への違反、違約金条項の問題点などを主張している[11]。  大学側は、「卒業生が一定年限、出身都道府県の地域医療に従事することで返還免除とする仕組みは、地域医療を確保するために合理的かつ重要であり、関係法令に適合している」として、訴訟に応じる姿勢を示している。本件は、医学部の地域枠制度全体や医師偏在問題への議論にも発展し、社会的にも大きな注目を集めている[12]。

## 基礎データ

### 所在地
学校法人自治医科大学の登記上の事務所所在地は、東京都千代田区平河町2丁目6番3号（都道府県会館）である。栃木県下野市のキャンパスは、栃木県農業試験場南河内分場の跡地である。
- 栃木県下野市薬師寺3311-1（医学部・大学院医学研究科・自治医科大学附属病院）
- 栃木県下野市薬師寺3311-159（看護学部・大学院看護学研究科）
- 埼玉県さいたま市大宮区天沼町1-847（附属さいたま医療センター）

## 教育および研究

### 組織

#### 学部
- 医学部
  - 医学科
- 看護学部
  - 看護学科

#### 大学院
- 医学研究科
- 看護学研究科

#### 附属施設
- 自治医科大学附属病院（病床数1082床）

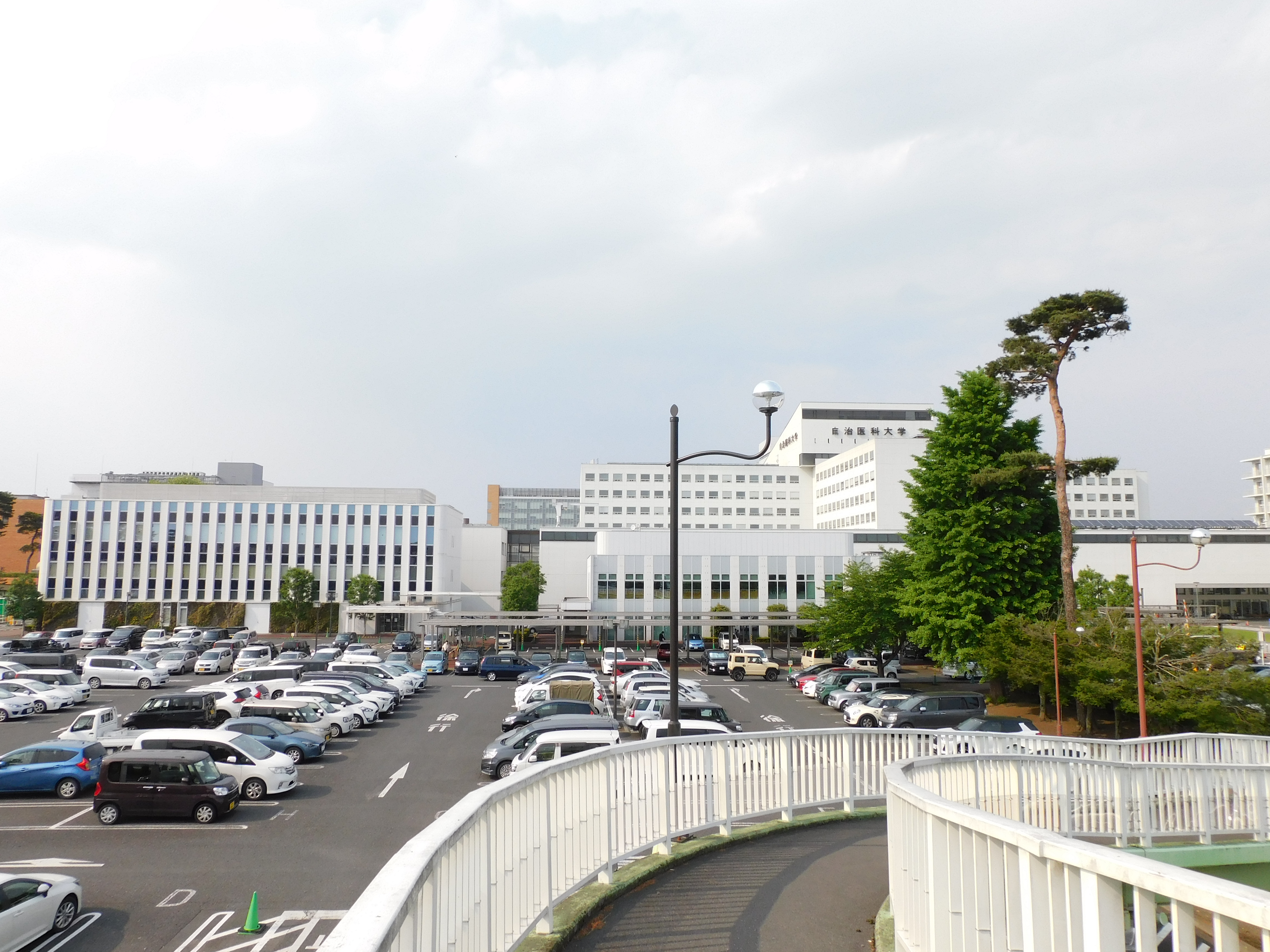
附属病院

- 自治医科大学附属さいたま医療センター（埼玉県さいたま市大宮区）
- 自治医科大学とちぎ子ども医療センター
- 自治医科大学附属病院臨床感染症センター
- 古河地域臨床教育センター（茨城県古河市古河赤十字病院[7]）

## 交通アクセス
- 宇都宮線（上野東京ライン・湘南新宿ライン）自治医大駅より徒歩7分。
- 自治医大駅より、関東自動車路線バスが運行されている（自治医大駅～自治医大附属病院線）。

## 大学関係者一覧

### 教職員
- 永井良三 - 現学長・東京大学名誉教授
- 間野博行 - 分子病態治療研究センターゲノム機能研究部教授
- 大槻マミ太郎 - 皮膚科学教授
- 平井義一 - 感染・免疫学主任教授
- 渡辺英寿 - 脳神経外科学教授
- 草間幹夫 - 日本口腔内科学会理事長
- 力山敏樹 - 消化器外科教授
- 石橋俊 - 内分泌代謝学教授

### 元教職員
- 長野敬 - 名誉教授
- 宮本忠雄 - 初代精神医学教授・名誉教授
- 賀来満夫 - 元呼吸器内科学講師
- 高久史麿 - 前学長
- 鴨下重彦 - 元小児科学教授
- 森岡恭彦 - 元外科学教授
- 柏井昭良 - 元消化器一般外科教授、元自治医科大学看護短期大学学長
- 楡木満生 - 元心理学教授
- 笠原忠 - 元薬理学教授
- 松田たみ子 - 元看護学部教授
- 水口雅 - 元小児科学助教授
- 大久保利晃 - 元衛生学助教授
- 花村誠一 - 元精神医学講師
- 澁木克栄 - 元神経内科講師

### 出身者
- 赤星隆幸 - 医師
- 尾身茂 - 医師、医学博士、新型コロナウイルス感染症対策分科会会長、元WHO西太平洋事務局長
- 菅野武 - 医師
- 北村邦夫 - 医師、作家
- 五島高資 - 俳人
- 笹井康典 - 大阪府健康医療部長、大阪府こころの健康総合センター所長
- 舘有紀 - 医師、小説家
- 塚原太郎 - 厚生労働省近畿厚生局長、防衛省衛生監
- 朝野和典 - 医師、大阪大学大学院医学系研究科教授、大阪府新型コロナウイルス対策本部会議座長
- 外山千也 - 医師、防衛省大臣官房衛生監、厚生労働省健康局長、地域医療振興協会理事長補佐、同常務理事、がん研究振興財団専務理事、南魚沼市副市長
- 山田浩 - 静岡県立大学薬学部教授
- 柚崎通介 - 慶應義塾大学医学部教授、日本神経科学学会会長、日本学術会議会員、紫綬褒章

### その他
- 荻久保和明 - 校歌編曲
- 放送大学学園と単位互換協定を結んでおり、放送大学で取得した単位を卒業に要する単位として認定することができる[15]。